# Caio Vegatti
Caio Vegatti (Rio de Janeiro, 22 de junho de 1995) é um ator brasileiro, Em sua carreira na televisão destacou-se em produções como Gênesis, Todas as Garotas em Mim e Família é Tudo. E nos cinemas dando vida ao atrapalhado Nando, na comédia Pai em Dobro.

## Biografia
Caio iniciou sua carreira na televisão em 2021. Em sua estreia, participou da novela Gênesis, transmitida pela Record, onde interpretou Onã, um personagem que aparece na última fase da trama. Onã foi o segundo filho de Judá e ficou marcado por sua atitude controversa de derramar o sêmen no chão, em vez de gerar um herdeiro para o irmão, o que levou à sua morte por condenação divina. A atuação de Caio nesse papel foi bastante elogiada, marcando o início promissor de sua carreira. Ainda em 2021, Caio fez uma participação especial na quarta temporada da série Sob Pressão, onde deu vida a Tito, um jovem que não aceita o relacionamento de seu pai com uma madrasta transgênero, abordando questões de identidade e preconceito.
Em 2022, Caio retornou à Record para protagonizar a série Todas as Garotas em Mim, ao lado de Mharessa, onde interpretou Gustavo, um playboy irreponsável e envolvido em constantes confusões. A série teve duas temporadas antes de ser encerrada, e logo em seguida, Caio foi escalado para a novela Reis, onde viveu Adriel um soldado habilidoso e fiel ao rei Saul, que se casou com a filha do monarca, Merabe, interpretada por Amanda Orestes.
Em 2024, Caio fez seu retorno à Globo, onde interpretou Max, um skatista problemático na novela Família é Tudo. Sua atuação como Max, um personagem cheio de conflitos internos e pessoais deu destaque ao núcleo esportivo da trama.Em 2025, Caio retornou à Record para protagonizar a série Até Onde Ele Vai. Na trama, ele vive Michael, um jovem humilde morador de uma comunidade do Rio de Janeiro, com temperamento difícil e cercado por problemas. Crescido em meio à ostentação promovida por membros do crime organizado, sua vida toma um rumo inesperado após um ataque violento de uma facção rival à sua comunidade. O sucesso do personagem e o carisma de Vegatti foram amplamente destacados na repercussão da série.
No mesmo ano, foi novamente convidado pela emissora para integrar o elenco da minissérie épica O Senhor e a Serva, um spin-off da telenovela Paulo, o Apóstolo. Nessa nova produção, Caio vive Petronius Agrippa, um personagem de caráter duvidoso e charme intrigante, que acrescentou tensão e complexidade à narrativa ambientada no Império Romano.

## Filmografia

### Televisão
| Ano     | Título                  | Personagem                        | Notas                                      |
| ------- | ----------------------- | --------------------------------- | ------------------------------------------ |
| 2019    | Topíssima               | Rodrigo (Linha Torta)             | Episódio: "9 de dezembro"                  |
| 2021    | Gênesis                 | Onã                               | Episódio: "10 de setembro - 2 de novembro" |
| 2021    | Sob Pressão             | Tito Dutra                        | Episódio: "23 de setembro"                 |
| 2022    | Todas as Garotas em Mim | Gustavo Nogueira                  | [ 14 ]                                     |
| 2022–23 | Reis                    | Adriel Meolá                      | [ 15 ]                                     |
| 2024    | Família é Tudo          | Max Cardoso                       | [ 16 ]                                     |
| 2025    | Até Onde Ele Vai        | Michael da Silva Cerqueira (Mica) | [ 17 ]                                     |
| 2025    | O Senhor e a Serva      | Petronius Agrippa                 | [ 18 ]                                     |

### Cinema
| Ano  | Título       | Personagem | Nota   |
| ---- | ------------ | ---------- | ------ |
| 2021 | Pai em Dobro | Nando      | [ 19 ] |